# Рудня (река)
Рудня — река в России, протекает в Мордовии и Нижегородской области, правый приток Алатыря. Длина реки составляет 86 км, площадь водосборного бассейна — 1420 км².
Исток реки у села Лопатино (Мордовия). В верховьях течёт на запад, на остальном протяжении реки генеральное направление течения — север. Верхнее течение находится в Лямбирском районе, среднее — в Старошайговском районе Мордовии, нижнее — в Починковском районе Нижегородской области. Устье реки находится в 179 км по правому берегу в Нижегородской области.

## Населённые пункты
Крупнейший населённый пункт на реке — село Починки, центр Починковского района. Среди других относительно крупных населённых пунктов на берегах — сёла Красная Рудня, Ингер-Пятина и Говорово (Старошайговский район); Маресево, Дивеев Усад и Новоспасское (Починковский район). Впадает в Алатырь в селе Ильинское. Ширина реки у устья — 20 метров.

## Описание
Всего притоков насчитывается 36. На водосборе расположено 4 озера и пруда. Река находится в ландшафтном районе Приволжской возвышенности, сильно изрезанной промоинами и оврагами, с преобладанием на территории грядово-увалистых форм рельефа. Грунты в левобережной части среднесуглинистые, в правобережье — тяжелосуглинистые и глинистые. Река протекает в лесостепной подзоне. Бассейн реки характеризуется наличием степных и остепненных участков. Длина реки 86 км. Ширина реки 10—15 м, местами расширения до 20 м. Глубина реки — до 2,5 м, скорость течения 0,2 м/с. Грунт русла реки песчаный, местами каменистый. Берега крутые, высотой от 5 м и выше, местами обрывистые, покрыты ивовым кустарником. Пойменная терраса очень широкая. Питание реки преимущественно снеговое, замерзает в ноябре, вскрывается — в начале апреля. Водная растительность на большем протяжении скудная. Встречаются, рдест, элодея канадская, ряска, из прибрежно-водной растительности — стрелолист. Прибрежно-водные растения растут большей частью узкой полосой по урезу воды из-за большой крутизны берегов.

## Этимология
Название реки очевидно имеет финно-угорское происхождение из языка населявших территории, по которым протекает река, относящиеся сегодня к югу Нижегородской области и республике Мордовия, народов эрзя и мокши.
Эрз. рудаз — рус. слякоть; эрз. рудазкавтомс — рус. залить водой, запачкать.
Иной версией финно-угорской происхождения названия реки может являться присутствие в названии реки финно-угорского корня *rate (rote) «дым, туман (поднимающийся с ручьев)»: коми-зырянский ру, прапермский *ru «дым, горячий пар». В пользу данной этимологии — р. Рыта на севере Кировской области в верхнем течении р. Кама, которая вытекает из болота Дымного, а также встречающиеся названия типа река Дымная в окрестностях Котельнича.
Поскольку известно, что активное заселение русскими данных территорий началось, лишь во времена царствования Ивана Грозного, финно-угорское происхождение названия реки представляется наиболее вероятным.

## Притоки (км от устья)
- 17 км: река Стырша (лв)
- 20 км: река Безымянная (пр)
- 22 км: река без названия, у с. Никитино (лв)
- 26,8 км: ручей Шукшова (лв)
- 27 км: река Ирсеть (лв)
- 50 км: река Ирсеть (лв)
- 56 км: река без названия, у с. Шигонь (лв)
- 61 км: река Руднячка (лв)
- река Конопатка (пр)
- 71 км: река Ростанка (лв)

## Данные водного реестра
По данным государственного водного реестра России относится к Верхневолжскому бассейновому округу, водохозяйственный участок реки — Алатырь от истока до устья, речной подбассейн реки — Сура. Речной бассейн реки — (Верхняя) Волга до Куйбышевского водохранилища (без бассейна Оки).
Код объекта в государственном водном реестре — 08010500212110000038024.